# Insurrection de Pâques 1916
Pour le film de Giuseppe De Santis, voir Pâques sanglantes.
L'insurrection de Pâques 1916 (Éirí Amach na Cásca en Irlandais, Easter Rising en anglais), parfois appelée les « Pâques sanglantes », est un chapitre marquant de l’histoire irlandaise. Les faits sont cantonnés aux villes de Dublin et d'Enniscorthy. Malgré tout, cet événement fait partie de la mémoire collective des Irlandais (voir la chanson révolutionnaire The Foggy Dew). 
L'insurrection est entreprise par les mouvements républicains mais, mal organisée et avec des effectifs trop peu nombreux, les insurgés comptent sur un soutien populaire qui ne se manifestera pas. Son résultat est donc un retentissant échec militaire, mais, à la faveur de la féroce répression des Britanniques, il devient un immense succès politique pour les nationalistes irlandais les plus radicaux, face aux nationalistes pacifiques et modérés.

## Contexte historique
Le 1er août 1800, le Parlement d'Irlande siégeant à Dublin vote l'Acte d'Union (Act of Union) avec le royaume de Grande-Bretagne en un Royaume-Uni de Grande-Bretagne et d'Irlande, ce qui entraîne sa suppression et le déplacement du siège de ses représentants à Londres, et crée une zone de libre échange entre les deux pays. Cette situation n’est pas unanimement acceptée puisque le 23 juillet 1803, un soulèvement emmené par Robert Emmet contre la domination britannique attaque le château de Dublin.
Durant le XIXe siècle, la population, fragilisée par la pauvreté, subit de terribles famines : de 1845 à 1847 les récoltes de pommes de terre sont perdues ; certaines sources avancent le chiffre de près d’un million de morts et de deux millions d’émigrés. Ces difficultés renforcent un sentiment anti-britannique déjà fortement ancré dans la population. 1848 voit une première rébellion du mouvement Jeune Irlande, menée par William Smith O'Brien, et dix ans plus tard (17 mars 1858), c’est la fondation, simultanément à Dublin et à New York, de l'Irish Republican Brotherhood (IRB), une organisation révolutionnaire républicaine dont le but est la préparation d’un soulèvement général en Irlande.
La fondation de la Home Rule League intervient, quant à elle, en 1873. Son but est d’obtenir une autonomie interne au sein du Royaume-Uni. Ce projet, qui a le soutien des libéraux britanniques (ministères de William Ewart Gladstone et de Herbert Henry Asquith) mais rencontre l’hostilité des conservateurs, est présenté trois fois au parlement (1886, 1893 et 1912) et par trois fois refusé.
Seule une argutie du Parliament Act (en) de 1911 le valide et contraint le roi George V à le ratifier en septembre 1914. Sa mise en place est repoussée à la fin de la Première Guerre mondiale, qui vient de se déclarer. 1913 avait vu la création de deux milices antagonistes, l’Ulster Volunteer Force farouchement opposée au projet, et celle des Irish Volunteers, qui au contraire se chargeait de le défendre. James Connolly, chef de l'Irish Labour Party et les chefs syndicaux républicains fondent également de leur côté l'Irish Citizen Army pour protéger les participants des grandes grèves de 1913.

## Préparation de l'insurrection
Dès août 1914, l'IRB décide de former un comité militaire afin de préparer une action d'envergure avant la fin de la guerre. L'IRB a placé ses partisans au sein des Irish Volunteers, la principale milice nationaliste dont le chef, Eoin MacNeill, tente de monnayer son soutien à la guerre avec le gouvernement britannique contre le Home Rule. Ils engagent avec ce dernier une lutte interne pour la préparation d’une insurrection.
Le 16 janvier 1916, le conseil suprême de l’Irish Republican Brotherhood, en accord avec l'ICA, décide de préparer une insurrection générale. Selon un accord négocié par Sir Roger Casement, lord protestant sympathisant de la cause républicaine, des armes en provenance de l'Empire allemand doivent arriver pour Pâques. Apprenant la transaction, Eoin Mac Neill décide finalement de soutenir l'insurrection.
Le 20 avril, le cargo allemand Aud, acheminant vingt mille fusils, est arraisonné par un patrouilleur britannique ; le capitaine saborde le bateau et se constitue prisonnier avec l’ensemble de l’équipage.
Des ordres contradictoires sont alors envoyés aux partisans nationalistes, certains chefs comme Mac Neill, souhaitant annuler l’opération, d'autres comme Pearse souhaitant son déclenchement. Cette dernière est alors repoussée du jour de Pâques au lundi, et les insurgés sont moins nombreux et moins bien armés que prévu.

## Insurrection

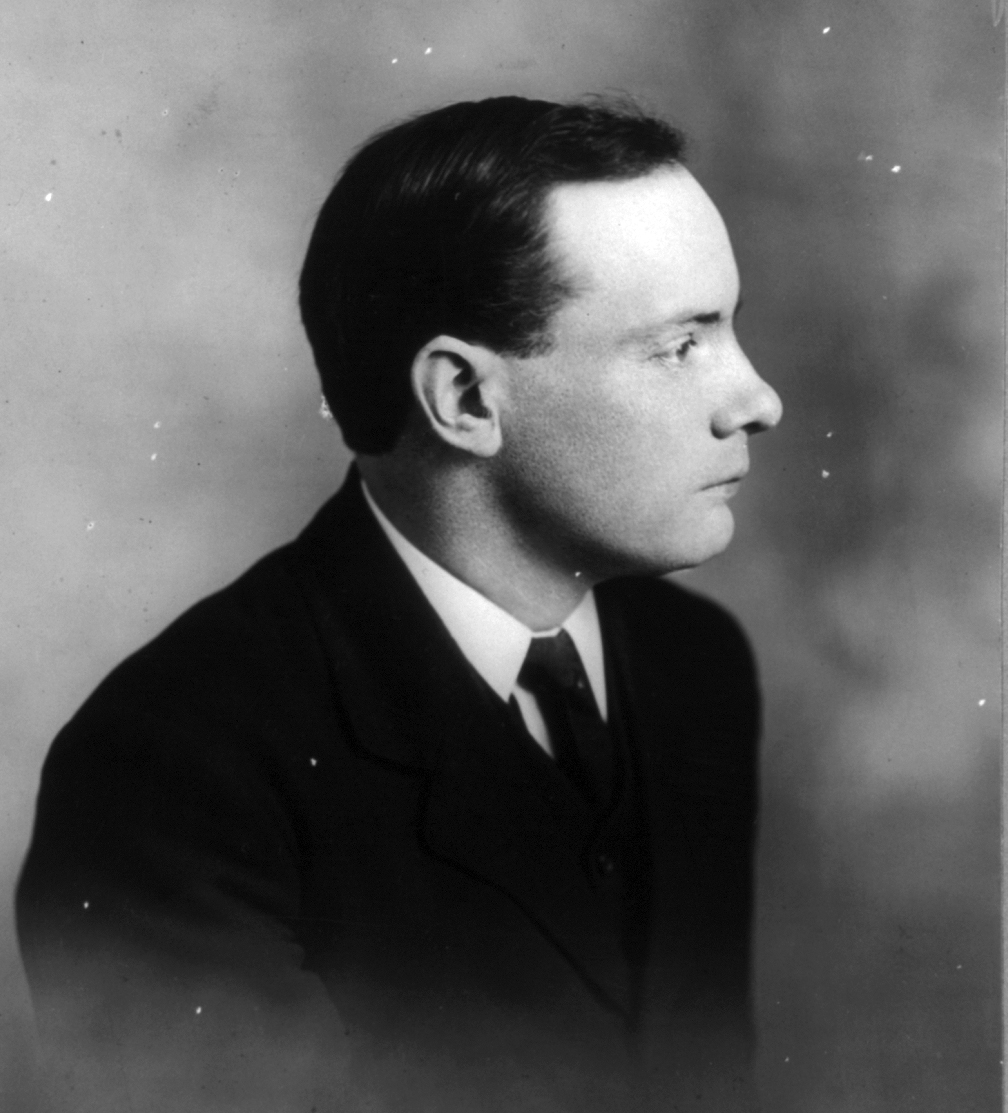
Photographie de Patrick Pearse en 1916.

Le lundi de Pâques 24 avril 1916, 120 membres de l’Irish Citizen Army et 700 de l’Irish Volunteers Force défilent dans O'Connell Street à Dublin. Soudain, c’est la ruée et l’occupation de la Poste centrale, ainsi que de divers bâtiments stratégiques, tels le Mendicity Institute et les Four Courts (palais de justice), la biscuiterie Jacobs, les moulins Boland et la gare de Westland Row. Les chefs de cette action sont Patrick Pearse, James Connolly, Tom Clarke, Seán Mac Diarmada, Éamon de Valera et Joseph Plunkett ; Constance Markievicz dirige la brigade féminine de l’ICA. Des armes sont dérobées à l’armée britannique. Les femmes, de leur côté, amassent des vivres et des médicaments.
Conformément au programme élaboré, Patrick Pearse proclame la République irlandaise devant une foule médusée et peu enthousiaste. Quelques actions ont lieu dans des villes de province, mais on est loin d’une insurrection générale, comme cela avait été envisagé. Les insurgés sont en effet encore vus comme des traîtres par une grande partie de la population, alors que de nombreux Irlandais se battent encore en France. Durant toute l’après-midi, les assauts de l’armée britannique sont systématiquement repoussés et plusieurs casernes sont même attaquées par les volunteers. Des pillards profitent du chaos pour mettre à sac les magasins autour de la poste. Ils en sont délogés par les insurgés.
Toutefois, les insurgés commettent une erreur importante en ne prenant pas le Castel, siège de l'autorité britannique et centre des communications. Les Britanniques ont conservé la maîtrise du téléphone, ce qui leur permet d’alerter les unités stationnées à Curragh, Belfast, Athlone et Templemore, qui convergent vers Dublin. Cette erreur tactique est déterminante, d'autant que la garnison affectée à la défense du château était considérablement réduite par rapport à l'effectif habituel : la majorité des officiers et des défenseurs étaient à la célébration de la Pâques, et le Castel était défendu par seulement 25 hommes au lieu des 300 soldats et officiers habituels. Le maréchal John French, commandant en chef des troupes britanniques, ordonne de transférer vers l'Irlande quatre divisions, soit plus de 50 000 hommes. Le lendemain, mardi 25 avril, alors que les insurgés radiodiffusent la proclamation de la République, la contre-attaque britannique obtient d’indéniables succès militaires, et les premiers renforts arrivent de province. Alors même que le Royaume-Uni, et tout particulièrement les Irlandais se battent sur le front de l'Ouest pendant la Première Guerre mondiale, ce soulèvement est perçu par la majorité de la population comme une trahison, voire un « complot organisé par le Kaiser », ce qui permet aux autorités britanniques de discréditer le mouvement. Le Parti parlementaire irlandais de John Redmond, qui représente de loin à cette date l'essentiel du mouvement nationaliste irlandais et qui prône une avancée des intérêts irlandais par le dialogue politique ainsi qu'un soutien à l'effort de guerre britannique, condamne l'insurrection pour cette même raison.

Maurice Golring synthétise le paradoxe d'un soulèvement nationaliste, en réalité mis en échec par la population irlandaise elle-même : 
« Les « héros de 1916 » furent d'une certaine façon vaincus par le peuple irlandais lui-même, avant de l'être par les canonnières anglaises »
Dublin est le lieu de véritables batailles de rue où virent le jour les premiers véhicules de combat improvisés. Les Britanniques bombardent les bâtiments aux mains des Républicains, provoquant différents incendies. Après cinq jours de violents combats, les insurgés sont acculés dans une situation désespérée. Le 29 avril Patrick Pearse, président du gouvernement provisoire, décrète l’arrêt des combats et parvient à convaincre quelques irréductibles, emmenés par Tom Clarke, que l’insurrection est un échec. La reddition sans condition est signée le même jour.
Parmi les nombreuses femmes qui prirent part à ce conflit, la plupart provenaient de deux groupes : le Irish Citizen Army, ainsi que le Cumin na mBan. Les femmes qui joignaient ces groupes étaient issues de milieux très divers, malgré tout, la plupart étaient des cols blanc, ou des femmes professionnelles, mais une proportion importante était issue de la classe ouvrière. Que ce soit par la prise des armes, de la plume, par le soin des blessés, ou par l'affect émotionnel de la perte d'une personne impliquée dans le conflit, bien des femmes ont été touchées par ces événements de Pâques 1916.

## Bilan des combats et répression

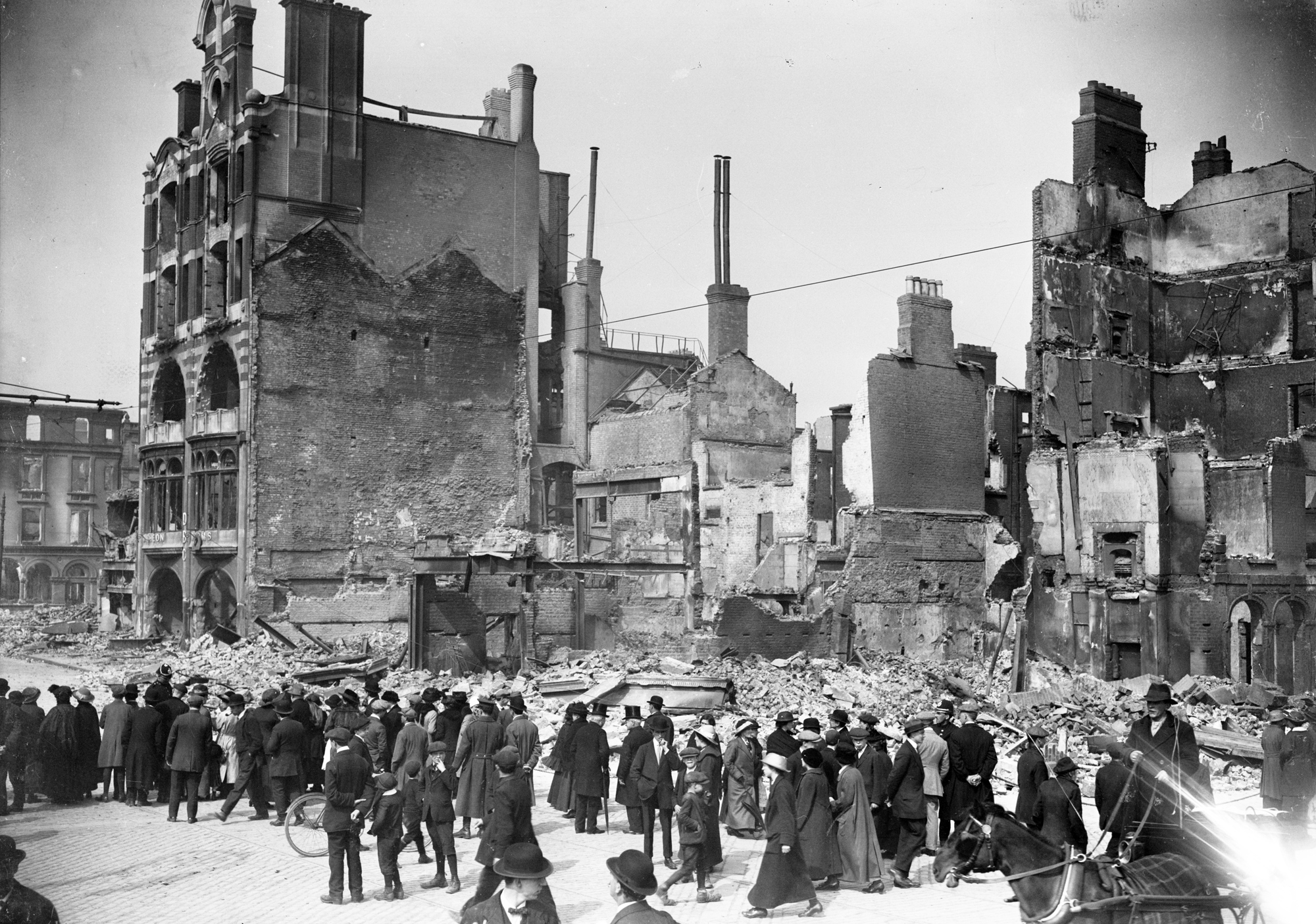
Les ruines de la Dublin Bread Company, Lower Sackville Street (aujourd'hui O'Connell Street), après l'insurrection de Pâques.

Au terme de six jours de combats, on dénombre environ 400 morts (318 civils et de 60 à 80 insurgés) et 2 614 blessés (2 217 civils). Quand Pearse signe la reddition, il reste environ 1 300 volunteers et 220 membres de l’Irish Citizen Army.
La répression des Britanniques est implacable : 3 430 hommes et 79 femmes sont arrêtés à Dublin et on arrive au chiffre de 5 000 personnes si on comptabilise celles poursuivies en Angleterre et au pays de Galles. Les dirigeants sont jugés par des cours martiales qui prononcent 90 peines de mort. Il y a une quinzaine d’exécutions à la prison de Kilmainham, dont sept membres du gouvernement provisoire. Patrick Pearse est fusillé le 3 mai. James Connolly, plusieurs fois blessé pendant l’insurrection, est arraché de son lit d'hôpital, incapable de se lever il est posé et attaché à une chaise pour son exécution le 12 mai. Roger Casement, qui a servi d'intermédiaire entre l’insurrection et le Kaiser, est pendu. Éamon de Valera échappe à la peine capitale, du fait de sa nationalité américaine et de l'intervention de l'ambassadeur des États-Unis.
La répression radicale mène aux arrestations d’Arthur Griffith ou d'Eoin MacNeill, alors qu’ils n’ont pas participé aux événements. Au mois d’août, sous la pression du président américain Woodrow Wilson, nouvel allié du Royaume-Uni dans la Première Guerre mondiale, une première vague de libération de détenus républicains a lieu, une seconde suit en décembre. Les derniers prisonniers sont libérés en 1917.

### Chronologie
- 1er novembre 1914 : Sir Roger Casement arrive à Berlin avec une lettre d'Heinrich von Bernstorff, ambassadeur allemand à Washington pour le chancellier Theobald von Bethmann Hollweg[9];
- 20 avril 1915 : Casement écrit à Joseph McGarrity, pour l'informer qu'il a échoué à constituer l' Irish Brigade, au sein du camp de Limburg ou seulement 56 des 2200 prisonniers irlandais s'y sont engagés[9];
- 6 avril 1916 : Casement reçoit une lettre de Suisse signée "un ami de James Malcolm", pensant qu'elle émane de James Plunkett, et demandant que les armes soient accompagnées de militaires. Casement répond immédiatement par télégraphe que c'est impossible et demande un pilote à Inishtooskert[10];
- 9 avril 1916 : le chalutier "Aud" part de Lubeck pour débarquer ses armes à Fenit, les Anglais auraient découvert son existence en cassant un code[11];
- 11 avril 1916 : Berlin reçoit un message de Dublin demandant que les armes ne soient pas débarquées à Fenit avant dimanche, mais le chalutier Aud n'a pas de radio[12];
- 12 avril 1916 : Casement, Monteith et Daniel Julian Bailey, (alias Beverley) quittent Wilhelmshaven à bord du sous-marin U-20[9];
- 14 avril 1916 : le sous-marin U-20 doit faire demi-tour pour des réparations à Heligoland, ses occupants transférés au sous-marin U-19[9];
- jeudi 20 avril 1916 : le chalutier "Aud" arrive à destination aux Blasket mais n'y reste pas;
- vendredi 21 avril 1916 : le chalutier "Aud" part pour la baie de Tralee;
- 21 avril 1916 : Casement, Monteith et Beverley quittent le sous-marin U-19 sur un canot[9];
- 21 avril 1916 : Karl Spindler, commandant de l'Aud doit vider sa cargaison à l' approche de Cork[9];
- samedi 21 avril 1916 : Eoin MacNeill; commandant en chef en titre de l'IRB découvre le projet d'insurrection et d'envoi d'armes[12];
- lundi 24 avril 1916 : déclenchement de l'insurrection;
- 3 mai 1916 : exécution de Patrick Pearse, Thomas MacDonagh et Thomas J. Clarke ;
- 4 mai : exécution de Joseph Plunkett, William Pearse, Edward Daly (en) et Michael O'Hanrahan (en) ;
- 5 mai : exécution de John MacBride ;
- 8 mai : exécution de Éamonn Ceannt, Michael Mallin (en), J.J. Heuston et Cornelius Colbert (en) ;
- 9 mai : exécution de Thomas Kent (en)[3] ;
- 12 mai : exécution de James Connolly et Seán Mac Diarmada ;
- 3 août : exécution de Roger Casement à la prison de Pentonville.

## Conséquences
Incontestablement, l’insurrection de Pâques 1916 fut un échec, tant sur le plan militaire que sur le plan politique. Le soulèvement ne fut pas général. Dublin fut le lieu principal des événements, et si les insurgés bénéficièrent de l'effet de surprise la première journée, la contre-offensive de l'armée britannique modifia la donne, d'autant que la maîtrise du téléphone permit l'alerte générale et l'intervention des renforts. Sur le plan politique, la répression élimina ce que le camp républicain comptait de penseurs et d'activistes.
Cependant, pour la première fois depuis longtemps en Irlande, une insurrection fut dirigée par des catholiques et non par des protestants opposés aux persécutions et à la discrimination engendrées par le système colonial. Le mouvement nationaliste irlandais avait démontré qu'il était mature et organisé. Ce ne sont plus des réformes sociales ou même une autonomie qu'il réclame, mais l'indépendance. De plus, la brutalité de la répression entraîna un courant de sympathie envers le Sinn Féin, renversant l'opinion alors que l'opportunité de l'insurrection avait été fortement contestée. Le Sinn Féin remportera ainsi les élections de 1918 (en).
Rapidement, des écrivains comme George Bernard Shaw ou G. K. Chesterton dénoncent la violence de la répression.
De nombreuses interprétations littéraires et politiques ont été données à cette aventure, mais c'est avant tout l'échec du Home Rule et des partis irlandais qui l'ont soutenu, débordés par les radicaux. Ce lundi fut le premier pas vers la république d'Irlande et la guerre d'indépendance, mais aussi vers le conflit nord-irlandais.
Sous le nom de « lys de Pâques » (Easter Lily), la fleur Zantedeschia aethiopica est utilisé comme symbole de l'insurrection par les républicains irlandais. Un nouveau symbole, An Claidheamh Soluis (l'Épée de Lumière), est proposé en 1966 pour le cinquantenaire, conçu par l'artiste de Dublin Una Watters, qui lui vaut un prix du Conseil des arts lors de son choix à la suite d'un concours ouvert.
En 1966, à l’occasion du cinquantenaire de l’insurrection, la statue de l’amiral Nelson, posée sur une colonne de quarante mètres, dans O'Connell Street à Dublin, est détruite par une bombe.
L'évènement est largement commémoré à Pâques 2016 comme le centenaire des fondements de la création de l'État irlandais.

## L'implication des femmes
Au regard de la participation des femmes dans divers milieux du conflit, on pourrait supposer que la société irlandaise vouait une attention particulière à l'égalité entre hommes et femmes. Toutefois, le nationalisme irlandais a une importante résonance patriarcale, et les femmes y étaient d'abord et avant tout considérées comme des mères, des filles, ou des sœurs de soldats. Les femmes ne seraient ainsi essentielles que par le rôle qu'elles jouent dans la famille, cellule de base de la nation qui permet de reproduire les membres tout en transmettant les valeurs nationales et culturelles.
Malgré tout, cela n'a pas empêché les femmes de joindre le mouvement nationaliste, et ce, même si ce dernier désirait perpétuer un modèle qu'elles souhaitaient changer. L'une des principales raisons qui justifie un tel phénomène vient du fait qu'il existe d'importantes analogies entre la situation des femmes, et celle des peuples opprimés. Toutefois, le nationalisme irlandais ne tolère pas le féminisme, soit la lutte des femmes pour leurs droits. Pour lui, les femmes sont d'abord et avant tout liées aux hommes : elles sont des mères, des épouses, des sœurs, des infirmières, des soignantes. C'est donc bien malgré lui que le nationalisme met en mouvement les femmes par leur implication à sa cause.
Un exemple d'un tel paradoxe est celui de Constance Markievicz. La comtesse, bien qu'un peu exceptionnelle étant donné qu'elle était officier dans l'ICA, était une combattante à part entière. Lorsqu'elle voulut participer aux parades en portant un pantalon, Connolly, qui la traita comme un homme durant le soulèvement de Pâques, s'insurgea contre un tel comportement : les armes, oui, mais avec une jupe.

## L'insurrection dans la presse mondiale
Malgré la censure très sévère imposée pour cause de guerre au sein de l'Empire colonial britannique, l'insurrection du printemps 1916 fait l'objet de nombreux articles dans la presse mondiale, notamment en France.

### Filmographie
- 1916 : Whom the Gods Destroy
- 1936 : Révolte à Dublin de John Ford
- 1966 : Insurrection de by Michael Garvey and Louis Lentin
- 1997 : Michael Collins, de Neil Jordan.
- 2001 : Rebel Heart de la BBC
- 2010 : 1916 Seachtar na Cásca
- 2016 :
  - Rebellion, série de 10 épisodes conçue par Colin Teevan.
  - 1916, l'insurrection de Pâques, documentaire réalisé par Ruán Magan (en) et Pat Collins à l'occasion du centenaire de l'insurrection de Pâques.
- 2018 : Penance de Tom Collins